# Giuseppe Rossi (calciatore)
Giuseppe Rossi (Teaneck, 1º febbraio 1987) è un ex calciatore statunitense con cittadinanza italiana, di ruolo attaccante.
Soprannominato Pepito da Enzo Bearzot per via delle caratteristiche simili a quelle di Paolo Rossi, il cui soprannome era Pablito, è il primatista del Villarreal per quanto riguarda le reti nelle competizioni europee (21). Con 65 reti realizzate tra la Liga Primera Division e la Premier League, risulta essere inoltre il secondo calciatore italiano ad avere segnato più gol in uno dei quattro principali campionati europei all'infuori dell'Italia (ovvero Inghilterra, Francia, Germania e Spagna), alle spalle di Paolo Di Canio (66).
Dopo aver vestito la maglia azzurra in molte nazionali giovanili, tra cui l'Under-21 e la nazionale olimpica, tra il 2008 e il 2014 ha giocato in nazionale, con la quale ha partecipato alla Confederations Cup nel 2009. Nel torneo ha realizzato 2 reti, che ne fanno il primatista di reti della selezione italiana nella competizione, a pari merito con Daniele De Rossi e Mario Balotelli.

## Biografia
È nato negli Stati Uniti, a Teaneck, ma è cresciuto a Clifton (New Jersey). Il padre Fernando (1949-2010), nativo di Fraine, era allenatore di calcio ed insegnante di italiano e spagnolo; anche la madre Cleonilde, nativa di Acquaviva d'Isernia, era insegnante di lingue. A 12 anni si trasferì a Parma, insieme al padre, per iniziare a giocare nelle giovanili del club ducale.
Dall'unione con Jenna Lynn, il 1º dicembre 2020 è nata la loro primogenita Liana Sophia.
Nel settembre 2021 inizia una collaborazione come commentatore per Calcio e Cappuccino, trasmissione americana dedicata alla Serie A in onda su CBS Sports Network e in streaming su Paramount+.
Dal luglio 2025 è vicepresidente dei New York Cosmos.

## Caratteristiche tecniche
Giocava come seconda punta, ma poteva essere impiegato anche da attaccante centrale o esterno d'attacco. Mancino naturale, era dotato di grande tecnica, gli piaceva ricevere palla in corsa ma era anche abile a giocare negli spazi nella fase di non possesso. La sua carriera è stata condizionata da alcuni gravi infortuni, che gli hanno impedito di esprimere tutto il proprio potenziale.

## Carriera

### Club

#### Inizi e Manchester United
Dopo aver iniziato a giocare a calcio negli Stati Uniti, tra le file dei N.J. Stallions, a 12 anni si trasferisce in Italia, dove cresce nel settore giovanile del Parma. Nell'estate del 2004, a 17 anni, si trasferisce al Manchester United. Debutta con i Red Devils il 10 novembre 2004 in League Cup, entrando a partita iniziata contro il Crystal Palace. Scende in campo anche nella gara in League Cup contro Arsenal del 1º dicembre 2004. Conclude, così, la sua prima stagione con due presenze e nessuna rete.

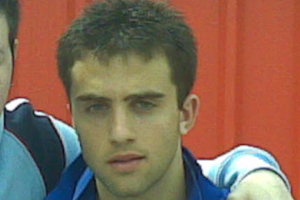
Rossi con la squadra riserve del Manchester United nel 2007

Nella seconda stagione al Manchester United, esordisce nella gara dei preliminari di Champions League del 9 agosto 2005 contro il Debreceni. Il 15 ottobre 2005, a 18 anni, realizza una rete nel suo esordio in Premier League contro il Sunderland. Si ripete il 26 ottobre contro il Barnet in League Cup, gara nella quale viene impiegato per la prima volta come titolare. Il 18 gennaio 2006 segna la sua prima doppietta con i Red Devils nella gara vinta per 5-0 contro il Burton Albion. Questi saranno anche i suoi ultimi gol con la squadra inglese. Termina la stagione con 5 presenze e un solo gol in campionato. Con il Manchester United in totale ha disputato 14 partite, segnando 4 gol, e ha conquistato una Coppa di Lega.

#### Newcastle United e Parma
All'inizio della stagione 2006-2007 passa in prestito al Newcastle United. Esordisce con la nuova squadra il 29 settembre 2006 entrando al 76º minuto nella gara persa per 2-0 contro il Liverpool. Il suo primo gol arriva il 25 ottobre 2006 nella gara di Coppa di Lega vinta 3-0 contro Portsmouth.
Il 17 gennaio 2007 viene prestato al Parma, squadra dove è cresciuto calcisticamente, fino al giugno successivo. Il 21 gennaio, nella gara d'esordio, realizza il gol che permette al Parma di battere il Torino per 1-0 e di tornare alla vittoria dopo dieci turni. Il 18 aprile realizza una doppietta nella vittoria sulla Fiorentina. Il 13 maggio segna un'altra doppietta nel 4-1 contro il Messina.
Le sue prestazioni, e i suoi nove gol nel girone di ritorno, consentono al Parma di risollevarsi in classifica e di chiudere il campionato al dodicesimo posto, conquistando la salvezza all'ultima giornata. Con il Parma in totale ha disputato 19 partite in campionato, segnando 9 gol. Con questo risultato eguaglia inoltre Roberto Mancini nel numero di gol realizzati da un esordiente under-20 nel campionato italiano.

#### Villarreal
Dopo il prestito al Parma è richiesto da molte squadre italiane, ma a 20 anni torna all'estero: il Manchester United lo cede al Villarreal per 11 milioni di euro. Segna il primo gol con la maglia del Villarreal nella sua prima presenza assoluta, il 26 agosto 2007, contro il Valencia. Ha segnato all'esordio in tutti i campionati in cui ha militato, ovvero Premier League (Manchester United), Primera División (Villarreal) e Serie A (Parma). Il 27 settembre successivo sigla la sua prima doppietta con il Villarreal contro il Real Murcia. Il 4 novembre, nel 2-2 con l'Atletico Madrid, sigla un gol e un assist, subendo però la rottura del menisco esterno e lo stiramento del legamento crociato anteriore del ginocchio destro. Questo infortunio lo tiene lontano dai campi fino al 20 dicembre. Il 16 gennaio 2008 segna il suo primo gol in Coppa del Re nella gara vinta 2-0 contro il Recreativo. Nel suo primo anno in Spagna segna 11 reti in 27 partite nella Liga, contribuendo allo storico secondo posto della sua squadra, e 1 in Coppa del Re, dove il Villarreal è uscito ai quarti di finale contro il Barcellona.

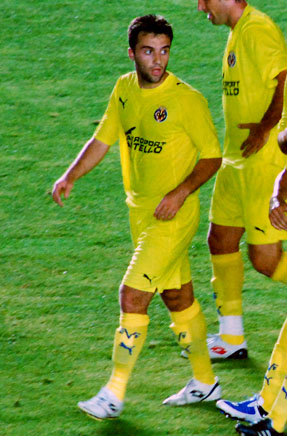
Rossi con la maglia del Villarreal nel 2009

Il 30 settembre 2008 esordisce in Champions League contro il Celtic. Questa stagione lo vede protagonista in Champions League dove realizza tre reti, due all'Aalborg rispettivamente nelle gare di andata e di ritorno e una al Panathinaikos. Rossi chiude la stagione realizzando 12 gol in 30 partite di campionato.
La stagione successiva stabilisce il suo nuovo record di reti stagionali con 17 gol, di cui 10 in campionato, 5 in UEFA Europa League e 2 in Coppa del Re.
La stagione 2010-2011 è quella della sua definitiva consacrazione: Rossi realizza 32 gol stagionali in tutte le competizioni e diventa il miglior marcatore della storia del Villarreal. Inoltre si dimostra particolarmente efficace in Europa League, torneo in cui realizza ben 11 reti, dove il Villarreal arriva fino alle semifinali in cui viene eliminato dal Porto, il vincitore della coppa.
Il 26 ottobre 2011, nell'incontro di campionato perso per 3-0 al Bernabéu contro il Real Madrid, si procura la rottura del legamento crociato del ginocchio destro. Viene operato il giorno seguente, con una prognosi di recupero di circa sei mesi. Rossi sembra capace di rientrare nei tempi previsti, ma il 13 aprile 2012 in allenamento riporta una nuova lesione al legamento crociato anteriore del ginocchio già infortunato; la successiva operazione determina un ulteriore stop di quattro mesi a cui farà seguito una terza operazione nell'ottobre seguente che allunga i tempi di recupero di altri sei mesi. Nel frattempo il Villarreal, privo di Rossi, retrocede nella Segunda División alla fine della stagione 2011-2012.

#### Fiorentina
Nel gennaio 2013 la Fiorentina lo acquista a titolo definitivo dal Villarreal per 10 milioni di euro più 6 di bonus. Rossi sceglie la maglia numero 49, come l'anno di nascita del padre. Nei primi mesi a Firenze è ancora in fase di recupero, e torna in campo il 19 maggio 2013, esordendo con la maglia della Fiorentina nell'ultima giornata del campionato, subentrando al 64' al posto di Juan Cuadrado nella vittoriosa trasferta contro il Pescara, conclusasi sull'1-5.
Segna il primo gol in maglia viola il 26 agosto 2013, alla prima giornata di campionato, nella partita Fiorentina-Catania (2-1). L'ultimo gol prima degli infortuni risaliva al 1º ottobre 2011 con la maglia del Villarreal contro il Saragozza. Il 1º settembre segna una doppietta nella trasferta vinta 2-5 contro il Genoa. Il 19 settembre 2013 serve un assist e segna il gol del definitivo 3-0 per i viola contro il Paços de Ferreira in Europa League, ritrovando il gol in una competizione europea dopo due anni e mezzo. Il 20 ottobre 2013 realizza una tripletta nella gara di campionato contro la Juventus vinta in rimonta per 4-2. Il 10 novembre 2013 realizza un'altra doppietta nella vittoria casalinga per 2-1 contro la Sampdoria. Il 5 gennaio 2014, nella partita contro il Livorno, si infortuna di nuovo al ginocchio a causa di un fallo di Leandro Rinaudo. Dopo 4 mesi dall'infortunio, il 3 maggio Rossi rientra nei minuti finali del secondo tempo della finale di Coppa Italia persa 3-1 contro il Napoli allo Stadio Olimpico. Ritorna a segnare il 6 maggio contro il Sassuolo al 73' minuto, gara persa 3-4 dalla Fiorentina. Conclude la stagione con 24 presenze e 17 gol realizzati.
Durante il pre-campionato della nuova stagione accusa una contrattura muscolare che evidenzia un sovraccarico del ginocchio, e il 5 settembre 2014 viene operato in artroscopia al menisco mediale del ginocchio destro presso la clinica The Steadman Clinic in Colorado, con una prognosi di recupero dopo 4-5 mesi. Tuttavia, anche a causa dell'insorgenza di problemi muscolari, i tempi di recupero si allungano e Rossi rimane fermo per l'intera stagione 2014-2015.
Rossi ritorna in campo il 30 agosto 2015, entrando nel secondo tempo della partita Torino-Fiorentina (3-1) alla seconda giornata della Serie A 2015-2016. Torna al gol il 1º ottobre 2015, nella partita di Europa League contro il Belenenses, segnando al 90º il definitivo 4-0 della Viola.

#### Levante e Celta Vigo
Poco utilizzato dal tecnico Paulo Sousa e alla ricerca di un maggior minutaggio nella speranza di essere convocato per l'Europeo 2016, il 23 gennaio 2016 passa in prestito fino al termine della stagione al Levante, in Primera División, con diritto di riscatto fissato a 6 milioni di euro e controriscatto in favore dei Viola a 1 milione in più. Il buon contributo di Rossi, che realizza 6 gol, non riesce tuttavia a evitare la retrocessione del Levante in Segunda División.
Ritornato a Firenze, scende in campo negli ultimi dieci minuti di Juventus-Fiorentina (2-1) del 20 agosto 2016. Otto giorni dopo è ceduto in prestito al Celta Vigo. Il 25 settembre realizza il suo primo gol nella Liga spagnola contro l'Espanyol. Dopo un lungo digiuno da gol, il 3 aprile 2017 segna la sua prima tripletta con il Celta, risultando decisivo per la vittoria finale (3-1) contro il Las Palmas; la sua ultima tripletta risaliva al 20 ottobre 2013, siglata con la Fiorentina nella vittoria per 4-2 contro la Juventus. Sei giorni dopo, in occasione della partita persa contro l'Eibar (0-2), subisce l'ennesimo grave infortunio della carriera a un ginocchio, in questo caso il sinistro: riporta infatti la rottura del legamento crociato anteriore, dovendo essere operato ed avendo un conseguente stop forzato di almeno sei mesi. Al termine della stagione, terminato il contratto con la Fiorentina, resta svincolato.

#### Genoa
Superati i problemi al ginocchio, il 5 dicembre 2017, a 30 anni, viene ingaggiato dal Genoa. Il 20 dicembre fa il suo esordio con la maglia del Genoa nella partita di Coppa Italia persa in trasferta contro la Juventus per 2-0, subentrando a Gălăbinov al 78'. Il 30 dicembre fa il suo esordio in campionato in occasione del pareggio esterno a reti bianche con il Torino. Segna il suo primo gol con la maglia rossoblu il 6 maggio 2018, nella sconfitta interna per 2-3 della squadra ligure proprio contro la Fiorentina, tornando al gol in Serie A che mancava dal 18 maggio 2014. A fine stagione, terminato il contratto col Genoa, rimane svincolato.
Il 25 settembre 2018 vengono pubblicati i risultati del test anti-doping svolto su Rossi in occasione del match Benevento-Genoa, risalente al 12 maggio precedente: il giocatore, in particolare, viene trovato positivo alla dorzolamide (utilizzato nei colliri), il cui utilizzo è possibile solo in una specifica circostanza che però Rossi stesso non ha presentato come giustificazione alla Procura anti-doping di Nado Italia, che ha chiesto una pena pari ad un anno di squalifica dai campi. Il 1º ottobre seguente si svolge il processo a carico del calciatore ex-Genoa, che viene tuttavia sanzionato solo con una nota di biasimo, senza alcuna pena aggiuntiva.

#### Real Salt Lake
Rimasto svincolato, dal gennaio 2019 si allena prima con il Manchester United, poi negli Stati Uniti nel New Jersey dove apre anche un ristorante, e infine da ottobre con il Villarreal.
Dopo aver passato quindi 18 mesi da svincolato, il 27 febbraio 2020 viene ufficializzato il suo ingaggio da parte del Real Salt Lake, club della MLS. Torna in campo tre giorni dopo contro Orlando City, subentrando al 79º minuto, a 21 mesi dalla sua ultima partita giocata (maggio 2018 con il Genoa). Il 29 agosto, a distanza di 874 giorni, torna al gol siglando al 90º minuto una rete che dà inizio alla rimonta della propria squadra contro il Portland Timbers.
Il 30 novembre, dopo 7 presenze e 1 gol, il club lo esclude dalla lista ufficiale dei giocatori confermati per la stagione seguente.

#### SPAL e ritiro

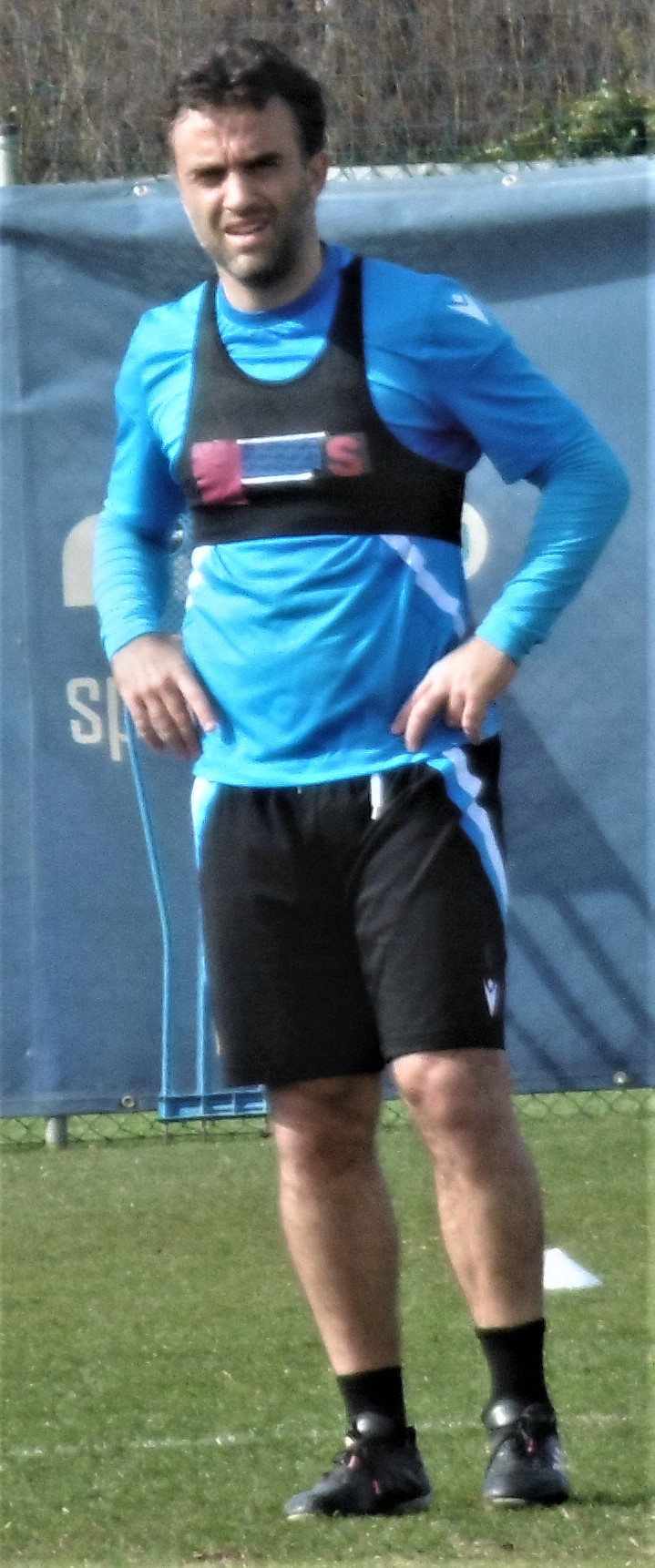
Rossi in un allenamento della Spal nel 2023

Il 19 novembre 2021 firma un contratto fino al 30 giugno 2022 con la SPAL, in Serie B. Il giorno dopo quindi esordisce con gli spallini nella partita interna contro l'Alessandria, persa per 2-3, subentrando a Salvatore Esposito a 20 minuti dal termine. Alla seconda presenza con gli estensi, all'esordio da titolare, il 27 novembre segna il suo primo gol, decisivo per il successo in trasferta sul Cosenza (0-1). A fine stagione, dopo 14 presenze e 3 gol, non rinnova con la società spallina e rimane svincolato.
Il 17 febbraio 2023 fa ritorno al club ferrarese con cui firma un contratto valido fino al termine della stagione, con cui colleziona solamente 5 presenze.
Si ritira ufficialmente dal calcio giocato il 22 luglio 2023, a 36 anni.

### Nazionale

#### Nazionali giovanili
Veste la maglia azzurra nelle rappresentative giovanili Under-16, Under-17 e Under-18. Avendo la doppia cittadinanza, italiana e americana, viene convocato nel 2005 per uno stage da Bruce Arena, il CT della nazionale statunitense; Rossi però esprime il desiderio di giocare con la nazionale italiana.
Esordisce nella nazionale Under-21 il 15 agosto del 2006 in Italia-Croazia (0-0), la prima partita della gestione del tecnico Pierluigi Casiraghi. Dopo la stagione al Parma viene convocato per l'Europeo U-21 del 2007 dove, nell'ultima partita della prima fase tra Italia e Repubblica Ceca (3-1), mette a segno la sua prima rete con l'Under-21, regalando la vittoria agli azzurrini. Nel ciclo successivo, gioca da titolare in attacco con Sebastian Giovinco e Robert Acquafresca.

#### Nazionale olimpica
Nel 2008 partecipa ai Giochi olimpici di Pechino con la nazionale Olimpica. All'esordio segna su calcio di rigore contro l'Honduras. Segna ancora un gol contro la Corea del Sud nella seconda partita della prima fase. Nei quarti di finale segna una doppietta, realizzando i due rigori assegnati all'Italia, nella sconfitta per 3-2 contro il Belgio che elimina l'Italia. Con i suoi quattro gol risulta comunque il capocannoniere del torneo, secondo italiano ad aggiudicarsi tale titolo dopo Annibale Frossi.

#### Nazionale maggiore

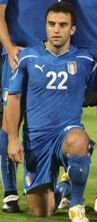
Rossi con la nazionale italiana nel 2011

Convocato dal CT Marcello Lippi, esordisce in nazionale l'11 ottobre 2008, a 21 anni, subentrando a Di Natale nel secondo tempo di Bulgaria-Italia (0-0), valida per le qualificazioni al Mondiale 2010. Il 19 novembre gioca per la prima volta da titolare, nell'amichevole disputata ad Atene contro la Grecia.
Entrato stabilmente nel gruppo degli Azzurri, realizza il suo primo gol in nazionale il 6 giugno 2009 in amichevole contro l'Irlanda del Nord. Viene convocato per la Confederations Cup 2009 in Sudafrica, dove il 15 giugno, nella partita d'esordio contro gli Stati Uniti, subentra nel secondo tempo e realizza la sua prima doppietta in nazionale, contribuendo in modo decisivo alla vittoria per 3-1 dell'Italia, che viene comunque eliminata al primo turno.
Viene inserito nella lista dei 28 pre-convocati per il Mondiale 2010 che svolgono il ritiro al Sestriere, ma infine Lippi lo esclude dalla lista definitiva dei 23 convocati.
Il 17 novembre 2010, sotto la direzione di Cesare Prandelli, veste la fascia di capitano nell'amichevole disputata contro la Romania (1-1). Il 9 febbraio 2011, a Dortmund, riprende a segnare in nazionale nell'incontro amichevole contro la Germania (1-1). A causa dell'infortunio al ginocchio riportato ad aprile 2012 Rossi è costretto a saltare l'Europeo 2012.
Ritorna in nazionale il 15 ottobre 2013, dopo 2 anni di assenza, disputando la partita Italia-Armenia (2-2), valida per le qualificazioni mondiali. Dopo l'infortunio riportato nel gennaio 2014 e la successiva riabilitazione, viene inserito nella lista di 30 calciatori pre-convocati in vista del Mondiale 2014, e scende in campo il 31 maggio 2014 nell'amichevole disputata a Londra contro l'Irlanda (0-0); ma infine Prandelli lo esclude dalla lista definitiva dei 23 convocati.
Chiude la sua esperienza in nazionale con 7 gol in 30 presenze.

## Statistiche

### Presenze e reti nei club
Statistiche aggiornate al 22 luglio 2023.
| Stagione                 | Squadra                  | Campionato               | Campionato | Campionato | Coppe nazionali | Coppe nazionali | Coppe nazionali | Coppe continentali | Coppe continentali | Coppe continentali | Altre coppe | Altre coppe | Altre coppe | Totale | Totale |
| Stagione                 | Squadra                  | Comp                     | Pres       | Reti       | Comp            | Pres            | Reti            | Comp               | Pres               | Reti               | Comp        | Pres        | Reti        | Pres   | Reti   |
| ------------------------ | ------------------------ | ------------------------ | ---------- | ---------- | --------------- | --------------- | --------------- | ------------------ | ------------------ | ------------------ | ----------- | ----------- | ----------- | ------ | ------ |
| 2004-2005                | Manchester Utd           | PL                       | 0          | 0          | FACup+CdL       | 0+2             | 0               | UCL                | 0                  | 0                  | -           | -           | -           | 2      | 0      |
| 2005-2006                | Manchester Utd           | PL                       | 5          | 1          | FACup+CdL       | 2+3             | 2+1             | UCL                | 2                  | 0                  | -           | -           | -           | 12     | 4      |
| Totale Manchester United | Totale Manchester United | Totale Manchester United | 5          | 1          |                 | 7               | 3               |                    | 2                  | 0                  |             | -           | -           | 14     | 4      |
| 2006-gen. 2007           | Newcastle Utd            | PL                       | 11         | 0          | FACup+CdL       | 0+2             | 1               | CU                 | 0                  | 0                  | -           | -           | -           | 13     | 1      |
| gen.-giu. 2007           | Parma                    | A                        | 19         | 9          | CI              | 0               | 0               | CU                 | 1                  | 0                  | -           | -           | -           | 20     | 9      |
| 2007-2008                | Villarreal               | PD                       | 27         | 11         | CR              | 5               | 2               | CU                 | 5                  | 0                  | -           | -           | -           | 37     | 13     |
| 2008-2009                | Villarreal               | PD                       | 30         | 12         | CR              | 1               | 0               | UCL                | 8                  | 3                  | -           | -           | -           | 39     | 15     |
| 2009-2010                | Villarreal               | PD                       | 34         | 10         | CR              | 4               | 2               | UEL                | 8                  | 5                  | -           | -           | -           | 46     | 17     |
| 2010-2011                | Villarreal               | PD                       | 36         | 18         | CR              | 5               | 3               | UEL                | 15                 | 11                 | -           | -           | -           | 56     | 32     |
| 2011-2012                | Villarreal               | PD                       | 9          | 3          | CR              | 0               | 0               | UCL                | 5                  | 2                  | -           | -           | -           | 14     | 5      |
| 2012-gen. 2013           | Villarreal               | SD                       | -          | -          | CR              | -               | -               | -                  | -                  | -                  | -           | -           | -           | -      | -      |
| Totale Villarreal        | Totale Villarreal        | Totale Villarreal        | 136        | 54         |                 | 15              | 7               |                    | 41                 | 21                 |             | -           | -           | 192    | 82     |
| gen.-giu. 2013           | Fiorentina               | A                        | 1          | 0          | CI              | -               | -               | -                  | -                  | -                  | -           | -           | -           | 1      | 0      |
| 2013-2014                | Fiorentina               | A                        | 21         | 16         | CI              | 1               | 0               | UEL                | 2                  | 1                  | -           | -           | -           | 24     | 17     |
| 2014-2015                | Fiorentina               | A                        | -          | -          | CI              | -               | -               | UEL                | -                  | -                  | -           | -           | -           | -      | -      |
| 2015-gen. 2016           | Fiorentina               | A                        | 11         | 0          | CI              | 1               | 0               | UEL                | 4                  | 2                  | -           | -           | -           | 16     | 2      |
| gen.-giu. 2016           | Levante                  | PD                       | 17         | 6          | CR              | 0               | 0               | -                  | -                  | -                  | -           | -           | -           | 17     | 6      |
| ago. 2016                | Fiorentina               | A                        | 1          | 0          | CI              | 0               | 0               | UEL                | 0                  | 0                  | -           | -           | -           | 1      | 0      |
| Totale Fiorentina        | Totale Fiorentina        | Totale Fiorentina        | 34         | 16         |                 | 2               | 0               |                    | 6                  | 3                  |             | -           | -           | 42     | 19     |
| ago. 2016-2017           | Celta Vigo               | PD                       | 18         | 4          | CR              | 4               | 1               | UEL                | 7                  | 1                  | -           | -           | -           | 29     | 6      |
| dic. 2017-2018           | Genoa                    | A                        | 9          | 1          | CI              | 1               | 0               | -                  | -                  | -                  | -           | -           | -           | 10     | 1      |
| 2020                     | Real Salt Lake           | MLS                      | 4          | 1          | -               | -               | -               | -                  | -                  | -                  | MisB        | 3           | 0           | 7      | 1      |
| nov. 2021-2022           | SPAL                     | B                        | 14         | 3          | CI              | -               | -               | -                  | -                  | -                  | -           | -           | -           | 14     | 3      |
| feb.-giu. 2023           | SPAL                     | B                        | 5          | 0          | CI              | -               | -               | -                  | -                  | -                  | -           | -           | -           | 5      | 0      |
| Totale SPAL              | Totale SPAL              | Totale SPAL              | 19         | 3          |                 | 0               | 0               |                    | -                  | -                  |             | -           | -           | 19     | 3      |
| Totale carriera          | Totale carriera          | Totale carriera          | 266        | 93         |                 | 28              | 12              |                    | 57                 | 25                 |             | 3           | 0           | 354    | 130    |

### Cronologia presenze e reti in nazionale
| Cronologia completa delle presenze e delle reti in nazionale ― Italia | Cronologia completa delle presenze e delle reti in nazionale ― Italia | Cronologia completa delle presenze e delle reti in nazionale ― Italia | Cronologia completa delle presenze e delle reti in nazionale ― Italia | Cronologia completa delle presenze e delle reti in nazionale ― Italia | Cronologia completa delle presenze e delle reti in nazionale ― Italia | Cronologia completa delle presenze e delle reti in nazionale ― Italia | Cronologia completa delle presenze e delle reti in nazionale ― Italia |
| Data                                                                  | Città                                                                 | In casa                                                               | Risultato                                                             | Ospiti                                                                | Competizione                                                          | Reti                                                                  | Note                                                                  |
| --------------------------------------------------------------------- | --------------------------------------------------------------------- | --------------------------------------------------------------------- | --------------------------------------------------------------------- | --------------------------------------------------------------------- | --------------------------------------------------------------------- | --------------------------------------------------------------------- | --------------------------------------------------------------------- |
| 11-10-2008                                                            | Sofia                                                                 | Bulgaria                                                              | 0 – 0                                                                 | Italia                                                                | Qual. Mondiali 2010                                                   | -                                                                     | 68’                                                                   |
| 19-11-2008                                                            | Atene                                                                 | Grecia                                                                | 1 – 1                                                                 | Italia                                                                | Amichevole                                                            | -                                                                     | 69’                                                                   |
| 10-2-2009                                                             | Londra                                                                | Brasile                                                               | 2 – 0                                                                 | Italia                                                                | Amichevole                                                            | -                                                                     | 46’                                                                   |
| 6-6-2009                                                              | Pisa                                                                  | Italia                                                                | 3 – 0                                                                 | Irlanda del Nord                                                      | Amichevole                                                            | 1                                                                     |                                                                       |
| 10-6-2009                                                             | Pretoria                                                              | Italia                                                                | 4 – 3                                                                 | Nuova Zelanda                                                         | Amichevole                                                            | -                                                                     | 46’                                                                   |
| 15-6-2009                                                             | Pretoria                                                              | Stati Uniti                                                           | 1 – 3                                                                 | Italia                                                                | Conf. Cup 2009 - 1º turno                                             | 2                                                                     | 57’                                                                   |
| 18-6-2009                                                             | Johannesburg                                                          | Egitto                                                                | 1 – 0                                                                 | Italia                                                                | Conf. Cup 2009 - 1º turno                                             | -                                                                     | 58’                                                                   |
| 21-6-2009                                                             | Pretoria                                                              | Italia                                                                | 0 – 3                                                                 | Brasile                                                               | Conf. Cup 2009 - 1º turno                                             | -                                                                     | 38’                                                                   |
| 12-8-2009                                                             | Basilea                                                               | Svizzera                                                              | 0 – 0                                                                 | Italia                                                                | Amichevole                                                            | -                                                                     | 61’                                                                   |
| 5-9-2009                                                              | Tbilisi                                                               | Georgia                                                               | 0 – 2                                                                 | Italia                                                                | Qual. Mondiali 2010                                                   | -                                                                     | 57’                                                                   |
| 9-9-2009                                                              | Torino                                                                | Italia                                                                | 2 – 0                                                                 | Bulgaria                                                              | Qual. Mondiali 2010                                                   | -                                                                     | 57’                                                                   |
| 14-10-2009                                                            | Parma                                                                 | Italia                                                                | 3 – 2                                                                 | Cipro                                                                 | Qual. Mondiali 2010                                                   | -                                                                     | 46’                                                                   |
| 14-11-2009                                                            | Pescara                                                               | Italia                                                                | 0 – 0                                                                 | Paesi Bassi                                                           | Amichevole                                                            | -                                                                     | 56’                                                                   |
| 18-11-2009                                                            | Cesena                                                                | Italia                                                                | 1 – 0                                                                 | Svezia                                                                | Amichevole                                                            | -                                                                     | 46’                                                                   |
| 10-8-2010                                                             | Londra                                                                | Italia                                                                | 0 – 1                                                                 | Costa d'Avorio                                                        | Amichevole                                                            | -                                                                     | 70’                                                                   |
| 7-9-2010                                                              | Firenze                                                               | Italia                                                                | 5 – 0                                                                 | Fær Øer                                                               | Qual. Euro 2012                                                       | -                                                                     | 59’                                                                   |
| 8-10-2010                                                             | Belfast                                                               | Irlanda del Nord                                                      | 0 – 0                                                                 | Italia                                                                | Qual. Euro 2012                                                       | -                                                                     | 84’                                                                   |
| 17-11-2010                                                            | Klagenfurt am Wörthersee                                              | Romania                                                               | 1 – 1                                                                 | Italia                                                                | Amichevole                                                            | -                                                                     | Cap. 46’                                                              |
| 9-2-2011                                                              | Dortmund                                                              | Germania                                                              | 1 – 1                                                                 | Italia                                                                | Amichevole                                                            | 1                                                                     | 46’                                                                   |
| 25-3-2011                                                             | Lubiana                                                               | Slovenia                                                              | 0 – 1                                                                 | Italia                                                                | Qual. Euro 2012                                                       | -                                                                     | 74’                                                                   |
| 29-3-2011                                                             | Kiev                                                                  | Ucraina                                                               | 0 – 2                                                                 | Italia                                                                | Amichevole                                                            | 1                                                                     | 62’                                                                   |
| 3-6-2011                                                              | Modena                                                                | Italia                                                                | 3 – 0                                                                 | Estonia                                                               | Qual. Euro 2012                                                       | 1                                                                     | 79’                                                                   |
| 7-6-2011                                                              | Liegi                                                                 | Italia                                                                | 0 – 2                                                                 | Irlanda                                                               | Amichevole                                                            | -                                                                     | 46’                                                                   |
| 10-8-2011                                                             | Bari                                                                  | Italia                                                                | 2 – 1                                                                 | Spagna                                                                | Amichevole                                                            | -                                                                     | 59’                                                                   |
| 2-9-2011                                                              | Tórshavn                                                              | Fær Øer                                                               | 0 – 1                                                                 | Italia                                                                | Qual. Euro 2012                                                       | -                                                                     | 59’                                                                   |
| 6-9-2011                                                              | Firenze                                                               | Italia                                                                | 1 – 0                                                                 | Slovenia                                                              | Qual. Euro 2012                                                       | -                                                                     |                                                                       |
| 7-10-2011                                                             | Belgrado                                                              | Serbia                                                                | 1 – 1                                                                 | Italia                                                                | Qual. Euro 2012                                                       | -                                                                     |                                                                       |
| 15-10-2013                                                            | Napoli                                                                | Italia                                                                | 2 – 2                                                                 | Armenia                                                               | Qual. Mondiali 2014                                                   | -                                                                     | 73’                                                                   |
| 18-11-2013                                                            | Londra                                                                | Italia                                                                | 2 – 2                                                                 | Nigeria                                                               | Amichevole                                                            | 1                                                                     | 53’                                                                   |
| 31-5-2014                                                             | Londra                                                                | Italia                                                                | 0 – 0                                                                 | Irlanda                                                               | Amichevole                                                            | -                                                                     | 71’                                                                   |
| Totale                                                                |                                                                       | Presenze                                                              | 30                                                                    |                                                                       | Reti                                                                  | 7                                                                     |                                                                       |

| Cronologia completa delle presenze e delle reti in nazionale ― Italia olimpica | Cronologia completa delle presenze e delle reti in nazionale ― Italia olimpica | Cronologia completa delle presenze e delle reti in nazionale ― Italia olimpica | Cronologia completa delle presenze e delle reti in nazionale ― Italia olimpica | Cronologia completa delle presenze e delle reti in nazionale ― Italia olimpica | Cronologia completa delle presenze e delle reti in nazionale ― Italia olimpica | Cronologia completa delle presenze e delle reti in nazionale ― Italia olimpica | Cronologia completa delle presenze e delle reti in nazionale ― Italia olimpica |
| Data                                                                           | Città                                                                          | In casa                                                                        | Risultato                                                                      | Ospiti                                                                         | Competizione                                                                   | Reti                                                                           | Note                                                                           |
| ------------------------------------------------------------------------------ | ------------------------------------------------------------------------------ | ------------------------------------------------------------------------------ | ------------------------------------------------------------------------------ | ------------------------------------------------------------------------------ | ------------------------------------------------------------------------------ | ------------------------------------------------------------------------------ | ------------------------------------------------------------------------------ |
| 22-7-2008                                                                      | Pistoia                                                                        | Italia olimpica                                                                | 1 – 1                                                                          | Romania under 21                                                               | Amichevole                                                                     | 1                                                                              | 59’                                                                            |
| 7-8-2008                                                                       | Qinhuangdao                                                                    | Honduras olimpica                                                              | 0 – 3                                                                          | Italia olimpica                                                                | Olimpiadi 2008 - 1º turno                                                      | 1                                                                              | 59’                                                                            |
| 10-8-2008                                                                      | Qinhuangdao                                                                    | Italia olimpica                                                                | 3 – 0                                                                          | Corea del Sud olimpica                                                         | Olimpiadi 2008 - 1º turno                                                      | 1                                                                              | 82’                                                                            |
| 13-8-2008                                                                      | Tientsin                                                                       | Camerun olimpica                                                               | 0 – 0                                                                          | Italia olimpica                                                                | Olimpiadi 2008 - 1º turno                                                      | -                                                                              |                                                                                |
| 16-8-2008                                                                      | Pechino                                                                        | Italia olimpica                                                                | 2 – 3                                                                          | Belgio olimpica                                                                | Olimpiadi 2008 - Quarti di finale                                              | 2                                                                              | 57’                                                                            |
| Totale                                                                         |                                                                                | Presenze                                                                       | 5                                                                              |                                                                                | Reti                                                                           | 5                                                                              |                                                                                |

## Palmarès

### Club
- Coppa di Lega inglese: 1

Manchester United: 2005-2006

### Individuale
- Miglior giocatore della squadra riserve del Manchester United: 1

2005-2006
- Capocannoniere dei Giochi olimpici: 1

Pechino 2008 (4 gol)
- Pallone d'argento: 1

2014